# 数风流人物 (2007年电视剧)
《数风流人物》是毛卫宁执导的一部电视剧，由江珊、任泉等人出演，该作主要讲述的是中国20世纪五十年代警察们抓捕特务的故事。

## 剧情简介
20世纪五十年代，两姐妹夏雨夏晴因为一些原因，导致妹妹夏雨成为了特务，而夏晴成为了一个反特务的刑警。
在这之后，在夏晴与她的同事们的努力下，他们破坏了特务的计划，以及找到了自己的妹妹夏雨，然而夏雨却在这之前杀死了夏晴的同事汪卫明……

## 演员表
- 江珊
- 任泉
- 牛萌萌
- 徐百卉
- 孙海英
- 韩童生
- 鲍国安
- 王奎荣
- 石维坚
- 王诗槐

## 相關連結
- 豆瓣电影上《数风流人物》的資料 （简体中文）